# Bengaluru Football Club 2019-2020
Questa voce raccoglie le informazioni riguardanti il Bengaluru nelle competizioni ufficiali della stagione 2019-2020.

## Maglie e sponsor
| Casa | Trasferta |

## Rosa
| N. |                      | Ruolo | Calciatore        |
| -- | -------------------- | ----- | ----------------- |
| 1  | India (bandiera)     | P     | Gurpreet Singh    |
| 2  | India (bandiera)     | D     | Rahul Bheke       |
| 3  | Spagna (bandiera)    | D     | Albert Serrán     |
| 4  | India (bandiera)     | D     | Sairuat Kima      |
| 5  | Spagna (bandiera)    | D     | Juanan            |
| 6  | Australia (bandiera) | C     | Erik Paartalu     |
| 7  | India (bandiera)     | C     | Eugeneson Lyngdoh |
| 8  | India (bandiera)     | A     | Kean Lewis        |
| 9  | Spagna (bandiera)    | A     | Manuel Onwu       |
| 10 | India (bandiera)     | C     | Harmanjot Khabra  |
| 11 | India (bandiera)     | A     | Sunil Chhetri     |
| 12 | Brasile (bandiera)   | C     | Raphael Augusto   |
| 13 | India (bandiera)     | D     | Rino Anto         |

| N. |                     | Ruolo | Calciatore           |
| -- | ------------------- | ----- | -------------------- |
| 14 | Spagna (bandiera)   | C     | Dimas Delgado        |
| 18 | India (bandiera)    | A     | Thongkhosiem Haokip  |
| 19 | India (bandiera)    | C     | Ashique Kuruniyan    |
| 21 | India (bandiera)    | A     | Udanta Singh         |
| 22 | India (bandiera)    | D     | Nishu Kumar          |
| 25 | India (bandiera)    | C     | Ajay Chhetri         |
| 27 | India (bandiera)    | C     | Suresh Singh Wangjam |
| 28 | India (bandiera)    | C     | Parag Shrivas        |
| 31 | India (bandiera)    | P     | Prabhsukhan Gill     |
| 32 | India (bandiera)    | P     | Aditya Patra         |
| 33 | India (bandiera)    | D     | Gursimrat Singh Gill |
| 37 | India (bandiera)    | A     | Edmund Lalrindika    |
|    | Giamaica (bandiera) | A     | Deshorn Brown        |

### Staff tecnico
- Carles Cuadrat - Allenatore
- Oriol Lozano - Assistente allenatore
- Naushad Moosa - Assistente allenatore
- Javier Pinillos - Allenatore portieri
- Mikel Guillén - Fisioterapista

## Calciomercato
| Acquisti | Acquisti             | Acquisti      | Acquisti   |
| R.       | Nome                 | da            | Modalità   |
| -------- | -------------------- | ------------- | ---------- |
| P        | Prabhsukhan Gill     | Indian Arrows | definitivo |
| P        | Gurpreet Singh       |               |            |
| P        | Aditya Patra         |               |            |
| D        | Albert Serrán        |               |            |
| D        | Gursimrat Singh Gill |               |            |
| D        | Rahul Bheke          |               |            |
| D        | Sairuat Kima         |               |            |
| D        | Juanan               |               |            |
| D        | Rino Anto            |               |            |
| D        | Nishu Kumar          |               |            |
| D        | Asheer Akhtar        |               |            |
| C        | Erik Paartalu        |               |            |
| C        | Suresh Singh Wangjam | Indian Arrows | definitivo |
| C        | Eugeneson Lyngdoh    | ATK           | definitivo |
| C        | Harmanjot Khabra     |               |            |
| C        | Raphael Augusto      |               | svincolato |
| C        | Bidyananda Singh     |               |            |
| C        | Dimas Delgado        |               |            |
| C        | Ajay Chhetri         |               |            |
| C        | Altamash Sayed       |               |            |
| A        | Kean Lewis           |               |            |
| A        | Manuel Onwu          | UCAM Murcia   | definitivo |
| A        | Sunil Chhetri        |               |            |
| A        | Thongkhosiem Haokip  |               |            |
| A        | Udanta Singh         |               |            |
| A        | Edmund Lalrindika    |               |            |

| Cessioni | Cessioni | Cessioni | Cessioni |
| R.       | Nome     | a        | Modalità |
| -------- | -------- | -------- | -------- |

### Mercato invernale
| Acquisti | Acquisti        | Acquisti   | Acquisti   |
| R.       | Nome            | da         | Modalità   |
| -------- | --------------- | ---------- | ---------- |
| C        | Nili            |            | Svincolato |
| A        | Deshorn Brown   | OKC Energy | Definitivo |
| A        | Kevaughn Frater |            | Svincolato |

| Cessioni | Cessioni          | Cessioni    | Cessioni   |
| R.       | Nome              | a           | Modalità   |
| -------- | ----------------- | ----------- | ---------- |
| C        | Ajay Chhetri      | Hyderabad   | Prestito   |
| C        | Raphael Augusto   |             | Svincolato |
| A        | Edmund Lalrindika | East Bengal | Prestito   |
| A        | Manuel Onwu       | Odisha      | Prestito   |

## Risultati

### Indian Super League
| Bangalore 21 ottobre 2019, ore 19:00 UTC+5:30 1ª giornata | Bengaluru    | 0 – 0 referto | NorthEast Utd | Sree Kanteerava Stadium (15 971 spett.)\| Arbitro: \| Venkatesh R. \| |
| Arbitro:                                                  | Venkatesh R. |               |               |                                                                       |

| Arbitro: | Crystal J. |

|                               |           |                  |
| Ferran Corominas 90+3’ (Rig.) | Marcatori | 62’ Udanta Singh |

| Jamshedpur 3 novembre 2019, ore 19:00 UTC+5:30 3ª giornata | Jamshedpur | 0 – 0 referto | Bengaluru | JRD Tata Sports Complex\| Arbitro: \| Crystal J. \| |
| Arbitro:                                                   | Crystal J. |               |           |                                                     |

| Arbitro: | Meetei A. |

|                                                             |           |  |
| Erik Paartalu 14’ Sunil Chhetri 25’ Thongkhosiem Haokip 84’ | Marcatori |  |

| Arbitro: | Bakshi R. |

|                   |           |  |
| Sunil Chhetri 56’ | Marcatori |  |

| Arbitro: | Meetei A. |

|                   |           |                  |
| Robin Singh 90+3’ | Marcatori | 2’ Sunil Chhetri |

| Arbitro: | Crystal J. |

|  |           |            |
|  | Marcatori | 36’ Juanan |

| Arbitro: | Al Khudair T. |

|                                                |           |                                                          |
| Mato Grgić 57’ (A.g.) Sunil Chhetri 88’ (Rig.) | Marcatori | 12’ Subashish Bose 76’ Diego Carlos 90+4’ Rowllin Borges |

| Arbitro: | Bora U. |

|  |           |                                            |
|  | Marcatori | 68’ (Rig.) Sunil Chhetri 81’ Albert Serrán |

| Arbitro: | Venkatesh R. |

|                         |           |  |
| David Joel Williams 47’ | Marcatori |  |

| Arbitro: | Srikrishna C. |

|                        |           |                  |
| Sunil Chhetri 59’, 84’ | Marcatori | 61’ Hugo Boumous |

| Arbitro: | Saha R. |

|                                    |           |  |
| Erik Paartalu 8’ Sunil Chhetri 63’ | Marcatori |  |

| Arbitro: | Srikrishna C. |

|                                     |           |  |
| Modou Sougou 13’ Amine Chermiti 55’ | Marcatori |  |

| Arbitro: | Kasymov S. |

|                                                            |           |  |
| Deshorn Brown 24’ Rahul Bheke 26’ Sunil Chhetri 61’ (Rig.) | Marcatori |  |

| Arbitro: | Nagvenkar T. |

|                |           |  |
| Nishu Kumar 7’ | Marcatori |  |

| Chennai 9 febbraio 2020, ore 19:00 UTC+5:30 16ª giornata | Chennaiyin | 0 – 0 referto | Bengaluru | Marina Arena (10 953 spett.)\| Arbitro: \| C. John \| |
| Arbitro:                                                 | C. John    |               |           |                                                       |

| Arbitro: | Meitei A. |

|                                       |           |                   |
| Bartholomew Ogbeche 45+3’, 72’ (Rig.) | Marcatori | 16’ Deshorn Brown |

| Arbitro: | Aljaafari M. T. |

|                                       |           |                                      |
| Dimas Delgado 18’ Kevaughn Frater 35’ | Marcatori | 86’ Edu García 90’ Michael Soosairaj |

### Semifinali
| Arbitro: | Aljaafari M. T. |

|                   |           |  |
| Deshorn Brown 31’ | Marcatori |  |

| Arbitro: | Hasan Ebrahim A. |

|                                                |           |                      |
| Roy Krishna 30’ David Joel Williams 63’ (Rig.) | Marcatori | 5’ Ashique Kuruniyan |

### Andamento in campionato
| Giornata  | 1 | 2 | 3 | 4 | 5 | 6 | 7 | 8 | 9 | 10 | 11 | 12 | 13 | 14 | 15 | 16 | 17 | 18 |
| --------- | - | - | - | - | - | - | - | - | - | -- | -- | -- | -- | -- | -- | -- | -- | -- |
| Luogo     | C | T | T | C | C | T | T | C | T | T  | C  | C  | T  | C  | C  | T  | T  | C  |
| Risultato | N | N | N | V | V | N | V | P | V | P  | V  | V  | P  | V  | V  | N  | P  | N  |
| Posizione | 5 | 7 | 6 | 5 | 3 | 3 | 2 | 3 | 2 | 3  | 3  | 2  | 3  | 3  | 3  | 3  | 3  | 3  |

Legenda:

Luogo: C = Casa; T = Trasferta. Risultato: V = Vittoria; N = Pareggio; P = Sconfitta.

### Durand Cup
| Calcutta 5 agosto 2019, ore 15:00 UTC+5:30 1ª giornata                             | Bengaluru | 1 – 1 referto    | Army Red | Salt Lake Stadium |
| \| \| \| \| \| Suresh Singh Wangjam 80’ (Rig.) \| Marcatori \| 45+4’ Liton Shil \| |           |                  |          |                   |
|                                                                                    |           |                  |          |                   |
| Suresh Singh Wangjam 80’ (Rig.)                                                    | Marcatori | 45+4’ Liton Shil |          |                   |

| Calcutta 14 agosto 2019, ore 18:00 UTC+5:30 2ª giornata                       | East Bengal | 2 – 1 referto    | Bengaluru | Salt Lake Stadium |
| \| \| \| \| \| Bidyashagar Singh 59’, 74’ \| Marcatori \| 17’ Ajay Chhetri \| |             |                  |           |                   |
|                                                                               |             |                  |           |                   |
| Bidyashagar Singh 59’, 74’                                                    | Marcatori   | 17’ Ajay Chhetri |           |                   |

| Calcutta 17 agosto 2019, ore 15:00 UTC+5:30 3ª giornata                                                                                            | Bengaluru | 3 – 3 referto                                  | Jamshedpur | Salt Lake Stadium |
| \| \| \| \| \| Leon Augustine 45’ Suresh Singh Wangjam 90+1’ (Rig.) 90+4’ (Rig.) \| Marcatori \| 1’ Vimal Kumhar 51’ Aakash Dave 80’ Nabin Rana \| |           |                                                |            |                   |
| |           |                                                |            |                   |
| Leon Augustine 45’ Suresh Singh Wangjam 90+1’ (Rig.) 90+4’ (Rig.)                                                                                  | Marcatori | 1’ Vimal Kumhar 51’ Aakash Dave 80’ Nabin Rana |            |                   |

#### Classifica
|  | Pos. | Squadra     | Pt | G | V | N | P | GF | GS | DR |
|  | ---- | ----------- | -- | - | - | - | - | -- | -- | -- |
|  | 1.   | East Bengal | 9  | 3 | 3 | 0 | 0 | 10 | 9  | 1  |
|  | 2.   | Bengaluru   | 2  | 3 | 0 | 2 | 1 | 5  | 6  | -1 |
|  | 3.   | Army Red    | 2  | 3 | 0 | 2 | 1 | 3  | 5  | -2 |
|  | 4.   | Jamshedpur  | 2  | 3 | 0 | 2 | 1 | 5  | 11 | -6 |

### AFC Cup

#### 2º turno preliminare
| Arbitro: | Ahmad Al Ali |

|  |           |                         |
|  | Marcatori | 53’ Thongkhosiem Haokip |

| Arbitro: | Khaled Al Teris |

|                                                                                       |           |                       |
| Thongkhosiem Haokip 6’, 29’, 67’, 85’ Juanan 14’ Deshorn Brown 29’, 54’, 65’ Nili 79’ | Marcatori | 16’ Chencho Gyeltshen |

#### Play-off
| Arbitro: | Adel Al Naqbi |

|                                            |           |                 |
| Ibrahim Mahudhee 64’ Cornelius Stewart 80’ | Marcatori | 71’ (Rig.) Nili |

| Arbitro: | M. Pechsri |

|                                             |           |                                           |
| Deshorn Brown 57’ Sunil Chhetri 78’, 120+1’ | Marcatori | 74’ Ibrahim Hassan 102’ Cornelius Stewart |